# レッドブル・RB6
レッドブル・RB6 (Red Bull RB6) は、レッドブル・レーシングが2010年のF1世界選手権参戦用に開発したフォーミュラ1カーである。2010年の開幕戦・バーレーンGPから実戦投入された。
第18戦ブラジルGPにおいて、チーム創設以来初となるコンストラクターズタイトルをチームにもたらし、最終戦アブダビGPにおいて、セバスチャン・ベッテルに史上最年少ワールドチャンピオンの座をもたらした。

## 概要
2010年2月10日に行われたヘレス・サーキットでのF1合同テストにおいて発表された。基本的なマシンコンセプトは、2009年シーズン最高のマシンと評される前年型、RB5の正常進化型で、RB5の特徴であったVノーズやリアのプルロッドサスペンションなども引き継がれている。ノーズ形状は前年のイギリスGPからRB5に採用されたカモノハシ型を踏襲。また、前年にブラウンGP、トヨタ、ウィリアムズが採用しトレンドとなったマルチディフューザーを当初より念頭に置いてデザインされるとともに、ディフューザーの設計自由度を増すために、ギヤボックスの位置を若干上昇させた。
RB6が採用したブロウン・ディフューザー（後述）はマクラーレン・MP4-25が搭載したFダクトとともに2010年のトレンドとなり、他のチームも追随した。第9戦ヨーロッパGPからは、レッドブルも独自開発のFダクトを実戦投入している。
シーズン当初、マクラーレンから圧縮ガスを用いた車高調整システムを搭載しているとの疑いをかけられたが、FIAは「いかなる方法でも車高調整システムは違法」との通達を出し、レッドブルに対する調査は行わなかった。また第12戦ドイツGPにおいてフェラーリ・F10とともに、フロントウイングを意図的にたわませてダウンフォースの増加を図っている、いわゆるフレキシブル・ウイングであるとの物言いがついたが、FIAはドイツGP、ハンガリーGPにおいて2チームに合法との判断を下した。
デザイナーのエイドリアン・ニューウェイは、本マシンについてメルセデスからエンジン供給を受ける可能性があったことを認めているが、結局エンジンは前年同様ルノーから供給を受ける。セバスチャン・ベッテルは昨年型マシンと同様マシンに名をつけ、今年は「官能的なリズ」と名づけた。

### ブロウン・ディフューザー
RB6にはブロウン・ディフューザー（吹き付けディフューザー）という方式が採用されている。これは排気口をディフューザー付近の非常に低い位置に設け、エンジンの排気をディフューザーに直接吹きかけることでディフューザー周辺の空気の流れを高速化し、ダウンフォースを増加させるものである。
この方式自体は目新しいものではなく、ニューウェイの前任チームであるマクラーレンで2001年まで採用されていたものである。
オフシーズンのテストでは、チームはブロウン・ディフューザーの存在を隠すため、本来の排気口の上方に排気口を模したステッカーを貼り、排気口の位置を偽装していた。シーズン開幕後も、レーススタート前にダミーグリッド上にマシンを停めると、車体後方にメカニック数人が並んでディフューザーを隠すなど、機密管理に神経を遣った。

## 2010年シーズン

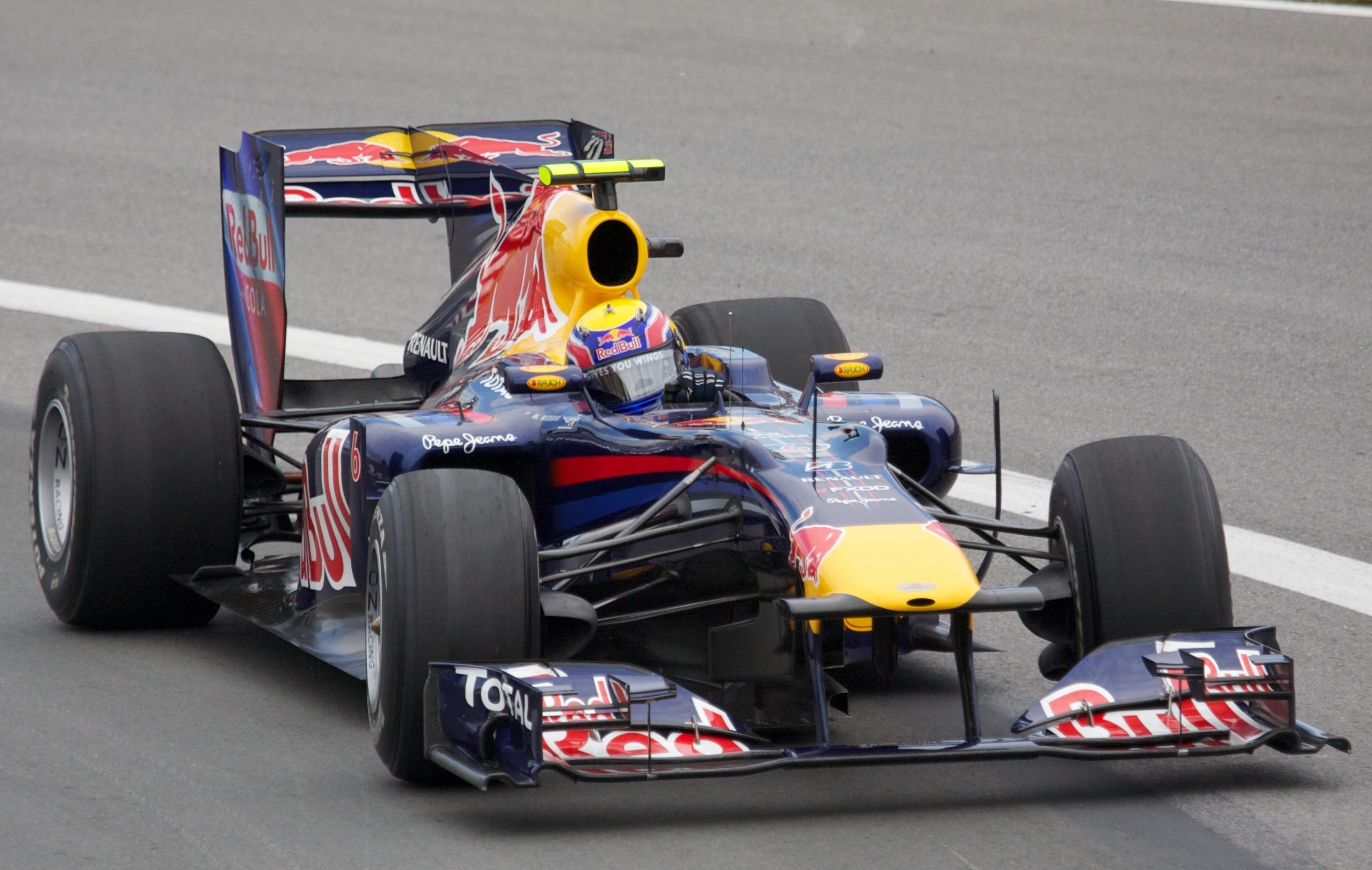
カナダGPにてマーク・ウェバーがドライブするRB6。Fダクトはまだ搭載していない。

RB6は高ダウンフォース寄りの空力特性を持ち、モナコGP（モンテカルロ市街地コース）、ハンガリーGP（ハンガロリンク）、シンガポールGP（マリーナ・ベイ・サーキット）など、ハイダウンフォースサーキットで行われたレースでは大きなアドバンテージを築いた。一方で、カナダGP（ジル・ヴィルヌーヴ・サーキット）、ベルギーGP（スパ・フランコルシャン）、イタリアGP（モンツァ・サーキット）など、高速サーキットにおけるレースでは他チームと接戦になる傾向が見られた。この点で、Fダクトやメルセデスエンジンによって高速サーキットを得意とする一方、ハイダウンフォースサーキットを苦手としたマクラーレン・MP4-25と対照的である。
最終的にシーズン9勝、15ポールポジションを獲得し、チームに初のダブルタイトル制覇をもたらしたが、シーズン中は諸々のトラブルが生じ、必ずしも順調ではなかった。開幕2戦は独走中のベッテルのマシンにトラブルが発生。第3戦マレーシアGPでワンツーフィニッシュを果たしたが、以後チームメイト同士のバトルが激化した。スペインGP、モナコGPとマーク・ウェバーが圧勝したのに対し、ベッテルはマシンに違和感を訴え、トルコGPから新シャーシに乗り換えた。
トルコGPではベッテルとウェバーが同士討ちを演じ、イギリスGPでも改良型フロントウィングがベッテルに与えられた件について、ウェバーがチーム無線で「ナンバー2にしては上出来だろう?」と発言して物議を醸した。ドライバーズチャンピオン争いがもつれた終盤戦は、フェラーリのようにチームオーダーを発動するのか注目された
。

## スペック

### シャーシ
- シャーシ名 RB6
- シャーシ構造 カーボンファイバー/ハニカムコンポジット複合構造モノコック・ルノーV8エンジン搭載（ストレスメンバー）
- クラッチ AP
- ブレーキキャリパー ブレンボ
- ブレーキディスク・パッド ブレンボカーボンファイバー製ディスクブレーキ
- サスペンション カーボンファイバー製ダブルウィッシュボーン、プッシュロッド（フロント）/プルロッド（リヤ）式トーションバー&アンチロールバー。アルミニウム合金製アップライト
- ダンパー マルチマチック
- ホイール O・Z（フロント:12インチｘ13インチ/リヤ:13.7インチｘ13インチ）
- タイヤ ブリヂストン
- ギアボックス 縦置き7速＋リバース1速油圧式セミオートマチック
- エレクトロニクス MES-マイクロソフト スタンダードECU
- 重量 冷却水、潤滑油、ドライバーを含めて620kg

### エンジン
- エンジン名 ルノーRS27-2010
- 気筒数・角度 V型8気筒・90度
- 排気量 2,400cc
- 最高回転数 18,000rpm（レギュレーションで規定）
- シリンダーブロック アルミニウム鋳造製
- バルブ数 32
- 重量 95kg
- 潤滑油 トタル
- エンジンマネージメント FIA（MES製）標準コントロールユニットTAG310B

## 記録
| 年   | No. | ドライバー | 1   | 2   | 3   | 4   | 5   | 6   | 7   | 8   | 9   | 10  | 11  | 12  | 13  | 14  | 15  | 16  | 17  | 18  | 19  | ポイント | ランキング |
| 年   | No. | ドライバー | BHR | AUS | MAL | CHN | ESP | MON | TUR | CAN | EUR | GBR | GER | HUN | BEL | ITA | SIN | JPN | KOR | BRA | ABU | ポイント | ランキング |
| ---- | --- | ---------- | --- | --- | --- | --- | --- | --- | --- | --- | --- | --- | --- | --- | --- | --- | --- | --- | --- | --- | --- | -------- | ---------- |
| 2010 | 5   | ベッテル   | 4   | Ret | 1   | 6   | 3   | 2   | Ret | 4   | 1   | 7   | 3   | 3   | 15  | 4   | 2   | 1   | Ret | 1   | 1   | 498      | 1位        |
| 2010 | 6   | ウェバー   | 8   | 9   | 2   | 8   | 1   | 1   | 3   | 5   | Ret | 1   | 6   | 1   | 2   | 6   | 3   | 2   | Ret | 2   | 8   | 498      | 1位        |

- 太字はポールポジション、斜字はファステストラップ。(key)